# Monte Achernar

O monte Achernar é uma montanha da Antártida, situada no extremo nordeste do glaciar Law. 
O nome foi-lhe atribuído pela Nova Zelândia, aquando da expedição realizada (1961-1962) pela Geological Survey Antarctic Expedition (NZGSAE).